# نهائي بطولة الأندية الآسيوية 1985
نهائي بطولة الأندية الآسيوية 1985 (دوري أبطال آسيا حالياً) هي مباراة كرة قدم لعبت بين نادي نادي بوسان أي بارك ونادي الأهلي وإنتهت المباراة بفوز نادي بوسان أي بارك بنتيجة 3–1. ليتوّج بوسان أي بارك بطلاً لبطولة الأندية الآسيوية لعام 1985.

## تفاصيل المباراة
| بوسان أي بارك                                           | 3 – 1 (ب.و.إ.) | الأهلي        |
| ------------------------------------------------------- | -------------- | ------------- |
| بيون بيونغ-جو 75' · بارك يانغ-ها 98' · كانغ شين وو 100' |                | 16' طلال صبحي |

## وصلات خارجية
- بطولة الأندية الآسيوية 1970 على RSSSF.com